# الشيخ بركة (سوهاج)
قرية الشيخ بركة هي إحدى القرى التابعة لمركز البلينا بمحافظة سوهاج في جمهورية مصر العربية. حسب إحصاءات سنة 2006، بلغ إجمالي السكان في الشيخ بركة 4602 نسمة، منهم 2188 رجل و2414 امرأة.